# Майбутній час
Майбутній час — граматична форма дієслова, що виражає дію, що ще не відбулася, стан, що ще не встановився, але ця дія і цей стан очікуються в майбутньому. Наприклад, у французькій мові слово parleront (говоритимуть) є майбутнім часом слова parler (говорити) в третій особі множини. 
Форма майбутнього часу властива багатьом мовам світу, але загалом це не є єдиним способом виразити дію в майбутньому. Багато мов мають різні майбутні часи, які крім того виражають інші характеристики, наприклад вид.  
Серед мов, що не мають майбутнього часу китайська — вона взагалі не має часів, та японська, яка має два часи — минулий та неминулий. 

## Українська мова
В українській мові майбутній час утворюється по різному для доконаних та недоконаних дієслів. 

### Недоконаний вид
Недоконані дієслова, крім слова бути, загалом мають синтетичну (просту) та аналітичну (складену) форму майбутнього часу. Слово  бути має тільки синтетичну форму. 
Відмінювання слова бути в майбутньому часі.
| Особа | Однина | Множина |
| ----- | ------ | ------- |
| 1-ша  | буду   | будемо  |
| 2-га  | будеш  | будете  |
| 3-тя  | буде   | будуть  |

Синтетична форма слова писати в майбутньому часі. 
| Особа | Однина    | Множина    |
| ----- | --------- | ---------- |
| 1-ша  | писатиму  | писатимемо |
| 2-га  | писатимеш | писатимете |
| 3-тя  | писатиме  | писатимуть |

Аналітична форма дієслова в майбутньому часі утворюється так: допоміжне дієслово бути у відповідній особі + інфінітив. 
Аналітична форма слова писати в майбутньому часі. 
| Особа | Однина       | Множина       |
| ----- | ------------ | ------------- |
| 1-ша  | буду писати  | будемо писати |
| 2-га  | будеш писати | будете писати |
| 3-тя  | буде писати  | будуть писати |

У деяких областях України (Галичина, Поділля, Буковина, Покуття) все ще зберігся архаїчний передмайбутній час, який утворюється допоміжним дієсловом бути у відповідній особі та основним дієсловом у відповідній особі минулого часу: буду писала, будемо писали тощо. Ця форма зустрічається також в літературі (I. Франко, Б. Лепкий та ін.) та в народних піснях.

### Доконаний вид
Дієслова доконаного виду не мають теперішнього часу, а форма майбутнього часу аналогічна формі теперішнього часу недоконаних дієслів — напишу означає майбутню дію.
Відмінювання дієслова напишу в майбутньому часі:
| Особа | Однина  | Множина  |
| ----- | ------- | -------- |
| 1-ша  | напишу  | напишемо |
| 2-га  | напишеш | напишете |
| 3-тя  | напише  | напишуть |

Передмайбутній час можливий також і для дієслів доконаного виду: будуть написали.

## Англійська мова
Англійська мова має кілька способів вираження майбутньої дії, проте відповідна синтетична форма дієслова відсутня, тому деякі лінгвісти вважають, що майбутнього часу в англійській мові нема. 
Найпростішим способом виразити майбутню дію є аналітична форма, що використовує допоміжні дієслова will та shall + інфінітив дієслова. Наприклад, I shall write означає я писатиму. дієслова will та shall є водночас модальними. Will натякає на бажання дії, а shall — зобов'язання. Зазвичай у підручниках вказують, що shall потрібно використовувати з першими особами однини та множини, а will — в інших випадках, однак на практиці  люди, для яких англійська мова рідна, цього правила не притримуються. 
Крім простого майбутнього за допомогою допоміжних дієслів  will та shall утворюються також складніші майбутні часи, що відображають аспект дії: майбутній тривалий (I shall be writing), майбутній доконаний (I shall have written) та майбутній тривалий доконаний (I shall have been writing).
Для кожного з майбутніх часів існує також відповідний майбутній-з-точки-зору-минулого час. Ці часи використовуються для узгодження між дієсловами в складнопідрядних реченнях. Усього їх чотири. Роль допоміжних слів у них виконують should та would. 
Виразити майбутню дію в англійській мові можна також за допомогою теперішнього часу. Наприклад, речення The train leaves at 5 (потяг відходить о п'ятій) формально належить до теперішнього часу, хоча подія  відбудеться в майбутньому. У підрядних реченнях форма теперішнього часу обов'язкова: As soon as they arrive, ... (Як лише вони прибудуть).  Will у цьому випадку не вживається. 
Іншим способом виразити майбутню дію є конструкція to be going to + дієслово. Зазвичай українською мовою це перекладається збиратися + дієслово. В розмовній мові ця конструкція часто зводиться до to be gonna + дієслово, наприклад I'm gonna sing — я співатиму або я заспіваю.
Вираз to be about to вживається для майбутньої дії, що має от-от статися.

## Французька мова
Французька мова має просту (синтетичну) форму майбутнього часу — future simple, яка утворюється для правильних дієслів на основі інфінітиву, до якого додаються закінчення, що відповідають особам. Неправильні дієслова можуть змінювати корені в майбутньому часі. 
Французька має ще три інші часи, які викоритовуються для узгодження майбутньої дії з іншою майбутньою або минулою дією; future anterier, futur dans le passé та futur dans le passé anterier. Із них futur dans le passé — синтетична, а інші дві — аналітичні. Аналітичні форми утворюються за допомогою допоміжних дієслів avoir та  être. 
Дію, що очікується в найближчому майбутньому, виражають за допомогою futur  immédiat, для утворення якого використовується допоміжне дієслово aller.

## Виноски
1. 1 2  Ольга Олійник, Василь Шинкарук,  Григорій Гребницький (2007). Граматика української мови. Київ: Кондор.
2. ↑  Usage notes on "shall" in New Oxford Dictionary of English, 1999 Oxford University Press
3. ↑  Donetz I.I., Lissenko M.M. (1966). Cours pratique de gramaire française. Київ: Радянська школа.